# Brandenburgkonserterna

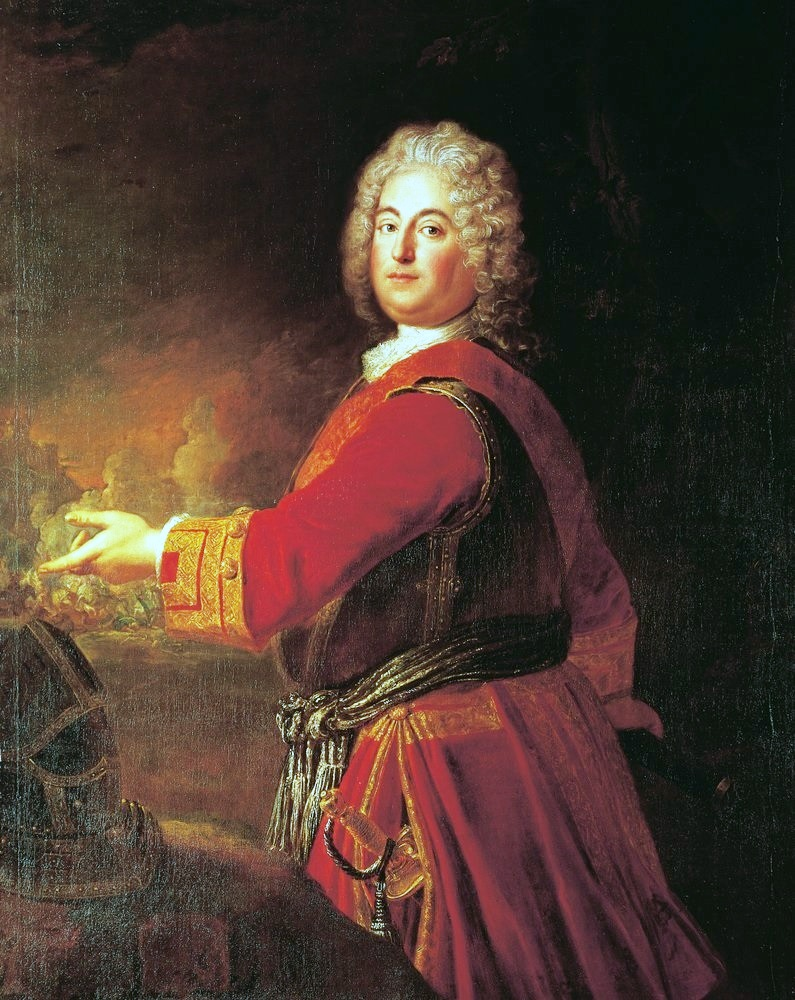
Markgreve Christian Ludwig

Brandenburgkonserterna (BWV 1046–1051) är sex orkesterverk komponerade av Johann Sebastian Bach. Konserterna var 1721 en gåva från Bach till markgreven Christian Ludwig av Brandenburg-Schwedt, som var farbror till kung Fredrik Vilhelm I av Preussen. Bach hade lärt känna den musikintresserade Christian Ludwig vintern 1718/1719 i Berlin. Konserterna är daterade 24 mars 1721 men skrevs troligtvis tidigare under Bachs tid som kapellmästare i Köthen, eventuellt under hans tid i Weimar.
På grund av brist på musiker kunde Christian Ludwig inte uppföra konserterna, så noterna hamnade i hans bibliotek, där de återfanns av musikteoretikern Siegfried Dehn år 1849 och publicerades av honom året efter, hundra år efter Bachs död, under namnet Brandenburgkonserterna. Bach själv hade i sin dedikation, avfattad på franska och undertecknad Jean Sebastien Bach, bara benämnt dem som "sex konserter med åtskilliga instrument": Six Concerts à plusieurs instruments.

## Översikt
| Konsert | Tonart | BWV      | Instrumentation                                                   |
| ------- | ------ | -------- | ----------------------------------------------------------------- |
| Nr. 1   | F-Dur  | BWV 1046 | 2 horn, 3 oboer, fagott, violino piccolo, stråkar, basso continuo |
| Nr. 2   | F-Dur  | BWV 1047 | Trumpet, violin, blockflöjt, oboe, stråkar, basso continuo        |
| Nr. 3   | G-Dur  | BWV 1048 | 3 violiner, 3 cello, basso continuo                               |
| Nr. 4   | G-Dur  | BWV 1049 | Violin, 2 blockflöjter, stråkar, basso continuo                   |
| Nr. 5   | D-Dur  | BWV 1050 | Cembalo, violin, tvärflöjt, stråkar, basso continuo               |
| Nr. 6   | B-Dur  | BWV 1051 | 2 Viola, violoncell, 2 gamba, violone, basso continuo             |

## Stil
Konserterna är musikaliskt sett väldigt individuella, men kan trots det delas upp i två grupper.
- Första, tredje och sjätte konserten. De är i form av en konsertsats, en långsam mellansats och en dans.

- Andra, fjärde och femte konserten representerar den moderna formen av concerto grosso med en grupp soloinstrument som spelar mot bakgrund av stråkar. Stilmässigt är denna grupp modernare än den andra, vilket dock inte betyder att de skrevs efter de andra konserterna

Generellt för alla konserterna är att instrumenten har olika roller i olika delar av konserten. Ett soloinstrument i en sats kan saknas helt i en annan sats eller ha en undanskymd roll.

## Diskografi i urval
- European Brandenburg Ensemble under Trevor Pinnock. Avie.[1]